# William Snape
William Snape (ur. 17 kwietnia 1985 w Sheffield) – brytyjski aktor filmowy i telewizyjny. Uczęszczał do Dobcroft Junior School i Silverdale School.

## Wybrana filmografia
- 1997: Goło i wesoło jako Nathan
- 2003: Emmerdale jako Stephen Butler
- 2007: Szpital Holby City jako Tony Dunmore
- 2015: Całe życie z modelkami jako Sergei